# Asota dohertyi
Asota dohertyi är en fjärilsart som beskrevs av Rothschild 1897. Asota dohertyi ingår i släktet Asota och familjen nattflyn. Inga underarter finns listade i Catalogue of Life.